# Charles Jenkinson, I conte di Liverpool
Charles Jenkinson, I conte di Liverpool (Oxfordshire, 26 aprile 1727 – Londra, 17 dicembre 1808), è stato un nobile inglese.

## Biografia
Era il figlio primogenito del colonnello Charles Jenkinson (13 giugno 1693-1750), e di sua moglie, Amarantha Cornewall (?-1785). La famiglia Jenkinson discendeva da Anthony Jenkinson (?-1611), un mercante e viaggiatore inglese. Studiò alla Charterhouse School e University College di Oxford.

## Carriera politica
È stato deputato per Cockermouth e Sottosegretario di Stato durante il governo di Lord Bute. Nel 1763, George Grenville lo nominò a segretario al Tesoro.
Nel 1766, dopo un breve ritiro, divenne Lord dell'Ammiragliato e poi Lord del Tesoro durante il governo di Lord Grafton. Nel 1772 divenne membro del consiglio privato e Vice Tesoriere d'Irlanda.
Dal 1778 fino alla fine del governo di Lord North, nel 1782 divenne Segretario alla guerra. Dal 1786 al 1803, è stato presidente del Board of Trade e Cancelliere del Ducato di Lancaster.
Nel 1786 fu creato barone Hawkesbury, e nel 1798, conte di Liverpool. Riuscì anche come VII Baronetto di Walcot nel 1790.

## Matrimonio

### Primo Matrimonio
Sposò, il 9 febbraio 1769, Amelia Watts (?-12 luglio 1770), figlia di William Watts. Ebbero un figlio:
- Robert Jenkinson, II conte di Liverpool (7 giugno 1770-4 dicembre 1828)

### Secondo Matrimonio
Sposò, il 22 giugno 1782, Catherine Bishopp (1743-14 giugno 1781), figlia di Sir Cecil Bishopp, VI Baronetto ed Anne Boscawen. Ebbero due figli:
- Charles Jenkinson, III conte di Liverpool (29 maggio 1784-3 settembre 1851);
- Lady Charlotte Jenkinson (?-16 aprile 1862), sposò James Grimston, I conte di Verulam, ebbero otto figli.

## Morte
Morì a Londra il 17 dicembre 1808.